# Dolly (Anhänger)

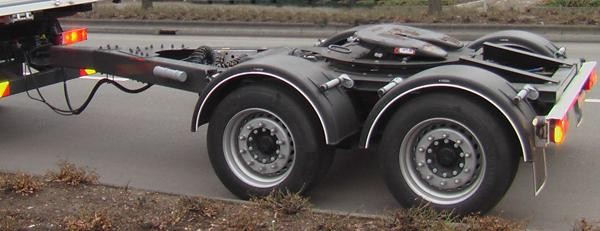
An Zugwagen angehängter Zweiachsdolly mit Sattelkupplung

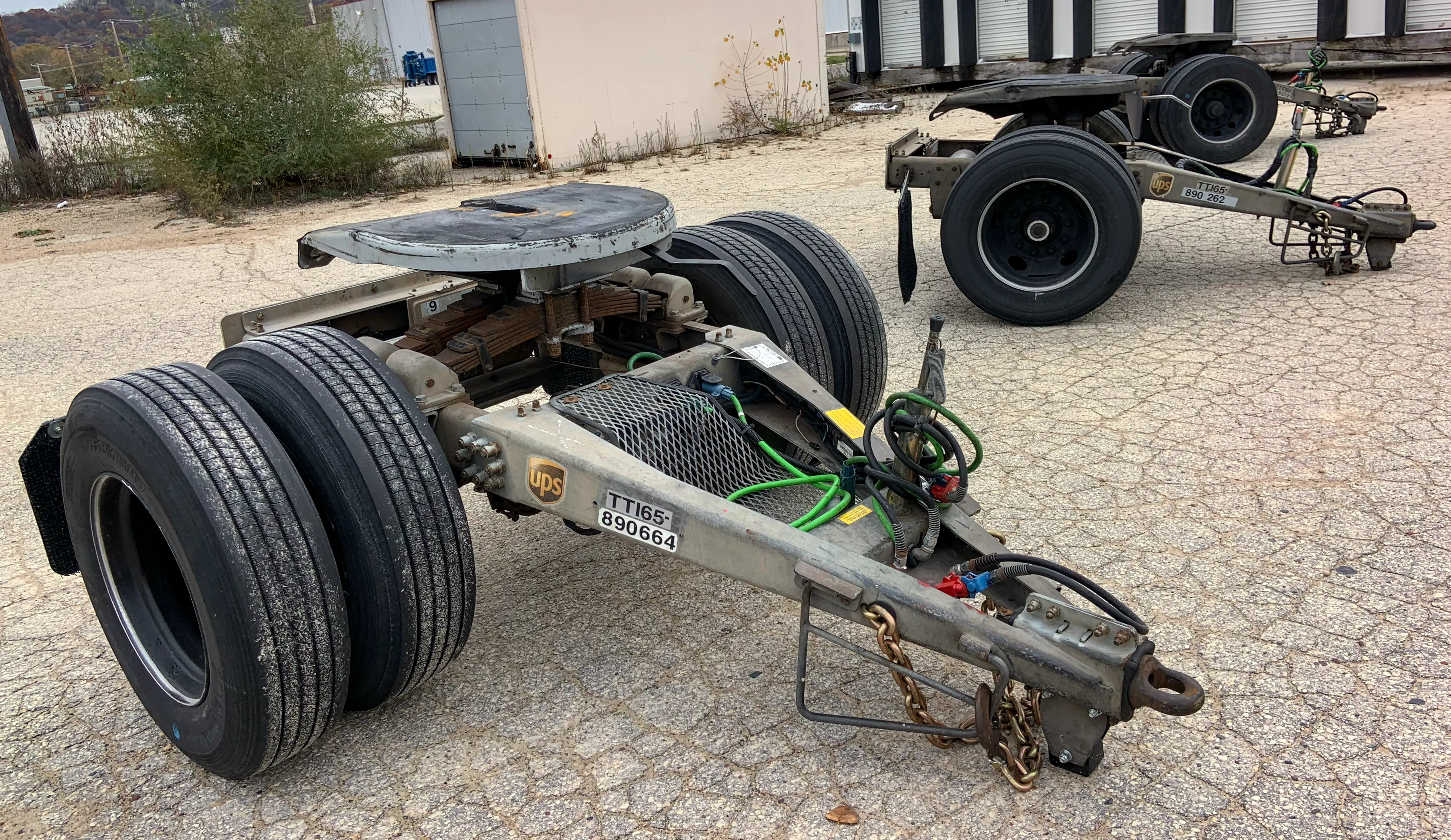
Einachsiger Dolly

Ein Dolly (engl. Rollwagen) ist ein kurzer Anhänger, bestehend aus ein bis drei Achsen und einer Sattelkupplung zur Aufnahme eines Sattelaufliegers.

## Prinzip

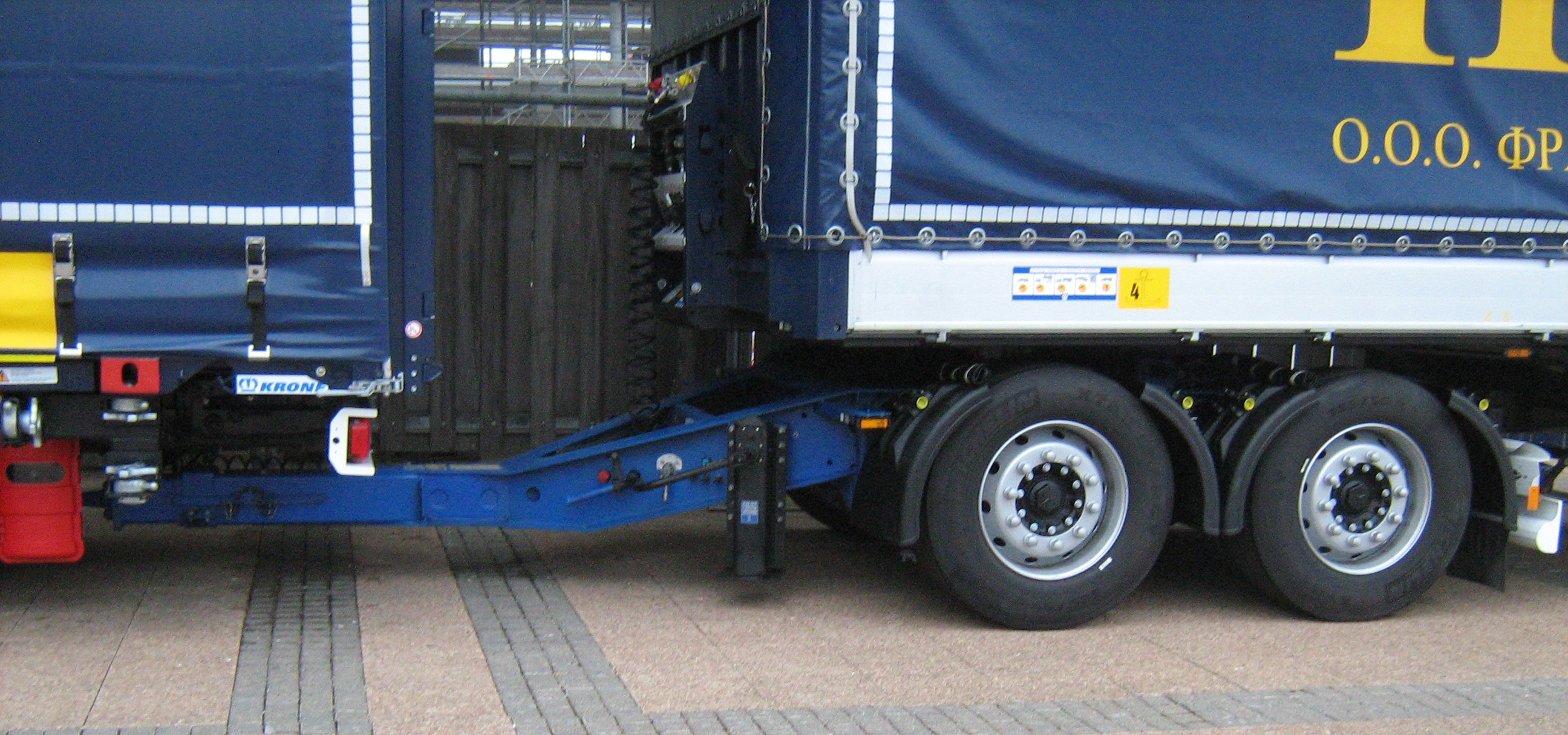
Dolly und Auflieger

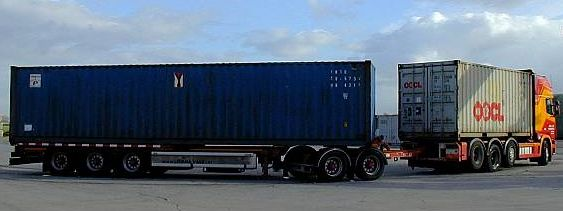
Dolly in Verwendung mit Sattelauflieger

Die Dolly-Vorderachse dient als spezieller Nachläufer zur Kupplung von einem oder mehreren Sattelaufliegern an einen Zugwagen, der deswegen nicht über eine eigene Sattelkupplung verfügen muss. So lassen sich längere Nutzfahrzeugkombinationen (EuroCombi, Road Train, LZV, LCV) mit Anhängern ohne großen Aufwand mit herkömmlichen Sattelaufliegern bilden, wie sie beispielsweise in den USA, Australien, Russland, Finnland und Schweden gebräuchlich sind. Zunehmend werden Dollys auch in der Landwirtschaft genutzt, um Lkw-Auflieger mit Traktoren zu ziehen.
Der luftgefederte Dolly-Vorderachs-Läufer ist seit 1970 in den Staaten des europäischen Wirtschaftsraums gebräuchlich und hatte durch die EU-Richtlinie 96/53/EG seit 1996 eine große Verbreitung gefunden.
Außerdem werden Dollys in manchen Unternehmen zum Rangieren von Sattelaufliegern verwendet. Dadurch kann man etwa im Werkverkehr drei Auflieger mit nur einer Sattelzugmaschine verwenden und spart so Wartezeiten. Der erste wird beladen, der zweite zeitgleich entladen und der dritte ist unterwegs zur Lade- oder Entladestelle. Damit die Laderampen dabei nicht von bereits abgefertigten Aufliegern versperrt werden, wird beispielsweise ein Traktor eingesetzt, der Auflieger mit dem Dolly und Anhänger zu einem Abstellplatz bewegt. Dadurch kann der Transport nach Tausch des Aufliegers bereits nach wenigen Minuten wieder beginnen.

## Konstruktives und Hersteller

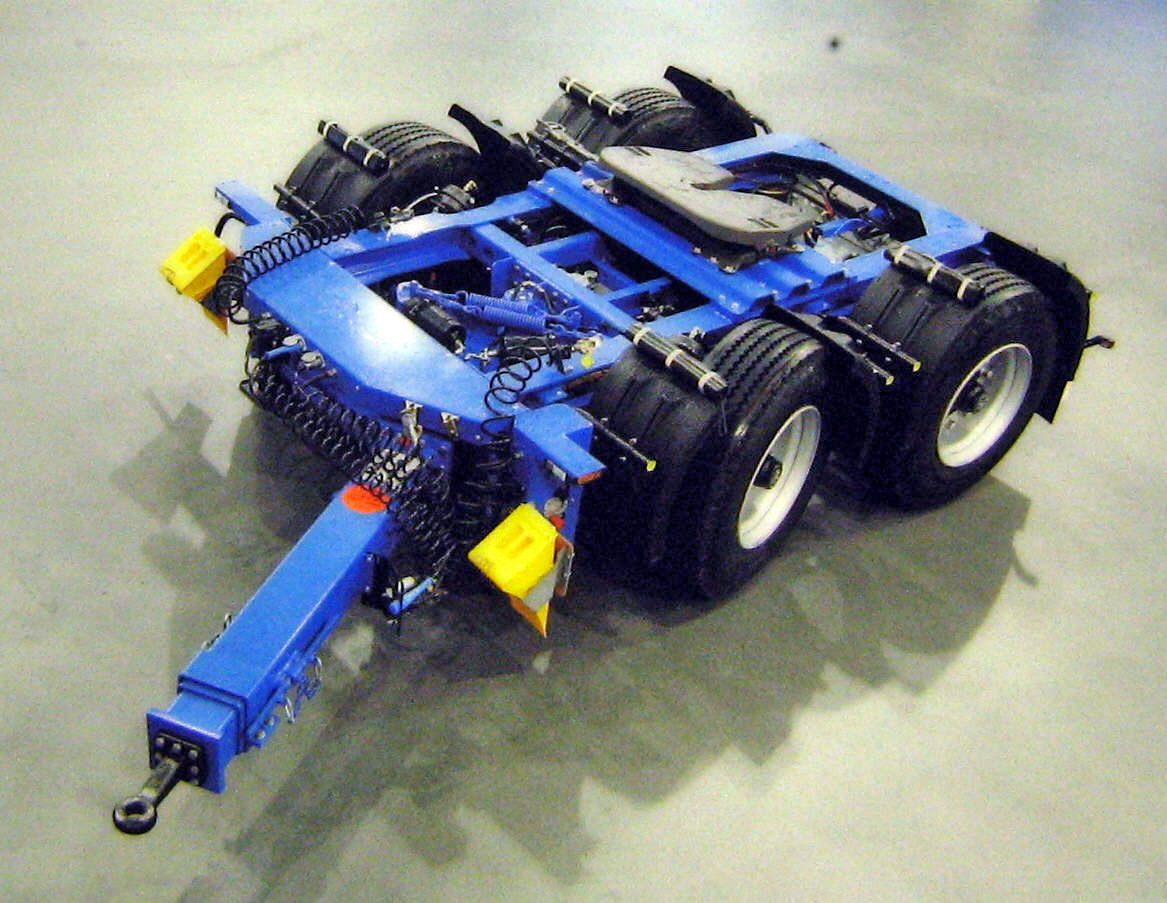
Lenkbarer Dolly für den EuroCombi-Auflieger

In Deutschland bauen derzeit Fahrzeugwerk Krone, Schmitz Cargobull, Fliegl Fahrzeugbau und Bergische Achsenfabrik (BPW) diesen Vorderachs-Läufer für die Sattelauflieger, um den EuroCombi optimal ausnutzen zu können. Der BOKraft-Kreis und der Kreisverkehr auf öffentlichen Straßen können nur dann mit der EuroCombi Variante A befahren werden, wenn der Dolly zusätzlich gelenkt wird.
Bislang radierte der EuroCombi im geforderten Innenradius von 5,30 Meter um 40 bis 45 cm. Eine Lenkungsuntersetzung des luftgefederten Dolly-Doppelvorderachs-Läufers kann nun bis 30 km/h elektronisch aktiviert werden und lässt ihn auf rund 5,70 bis 5,80 Meter Innenradius auslaufen, wodurch er sauber hinter dem Zugfahrzeug herrollt und weniger scharf innen durch den Norm-Kreisel fährt als ein 13,60 Meter langer Standardsattel. Dieser Lenkimpuls wird bei BPW elektronisch und bei Krone mechanisch durch die Drehbewegung des Dolly-Anhängers gegenüber dem Motorwagen automatisiert und lässt den Dolly normgerecht nach außen fahren.

## Hinweise und Quellen
- Fliegl super Train (EuroCombi Fliegl mit Dolly-Achse) auf YouTube
- Dolly von Krone mit Dolly-Beschreibung
- Dolly von Fliegl
- Dolly von Schuller